# Hyundai Creta
Hyundai Creta (также известен как Hyundai ix25 и Hyundai Cantus) — мини-кроссовер, запущенный в производство компанией Hyundai в июне 2014 года. В Индии продажи начались 21 июля 2015 года. Концепт автомобиля был представлен в апреле 2014 года. Для России Creta была представлена на Московском автосалоне 2016.
Модель основана на платформе Hyundai i20. ix25 должен стать глобальной моделью. Имеет комплектации Base, S, S +, SX, SX +, SX (O).

## Дизайн

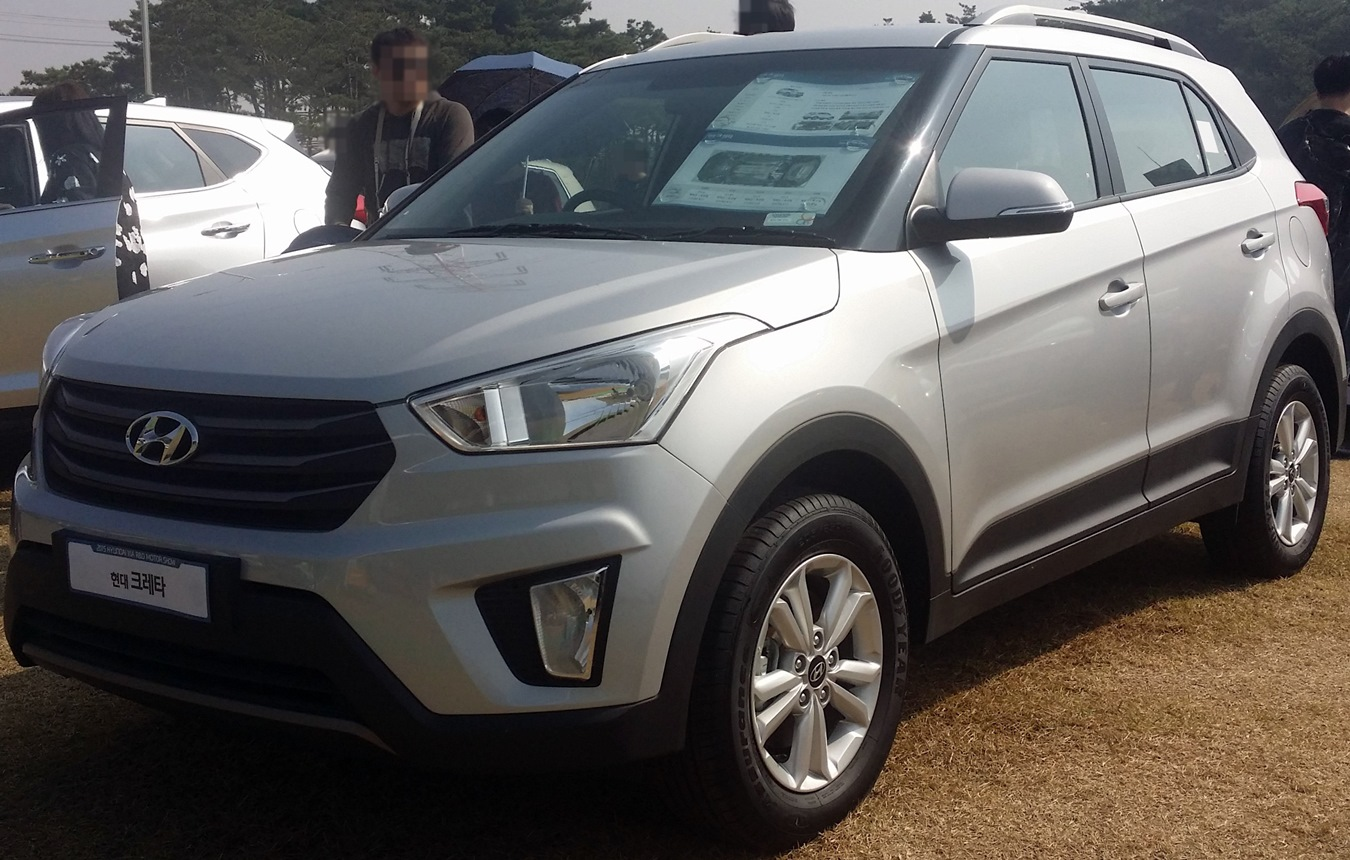
Вид спереди

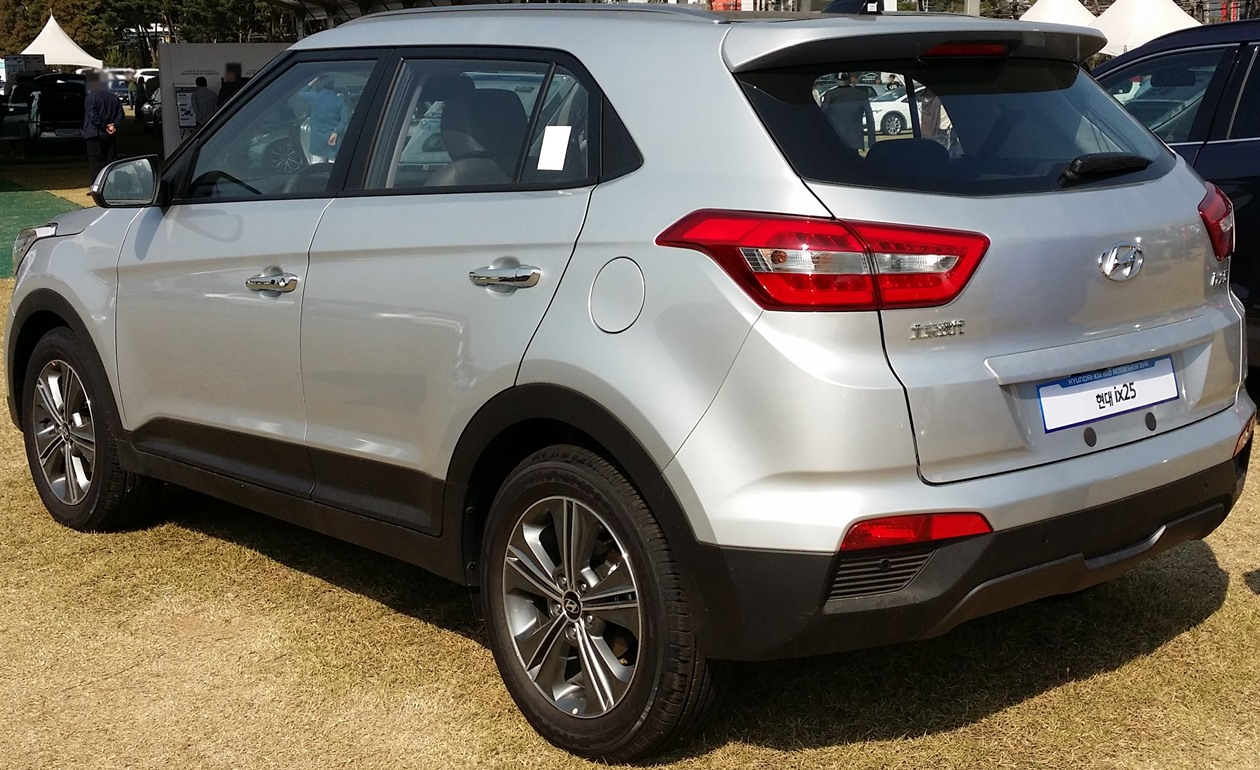
Вид сзади

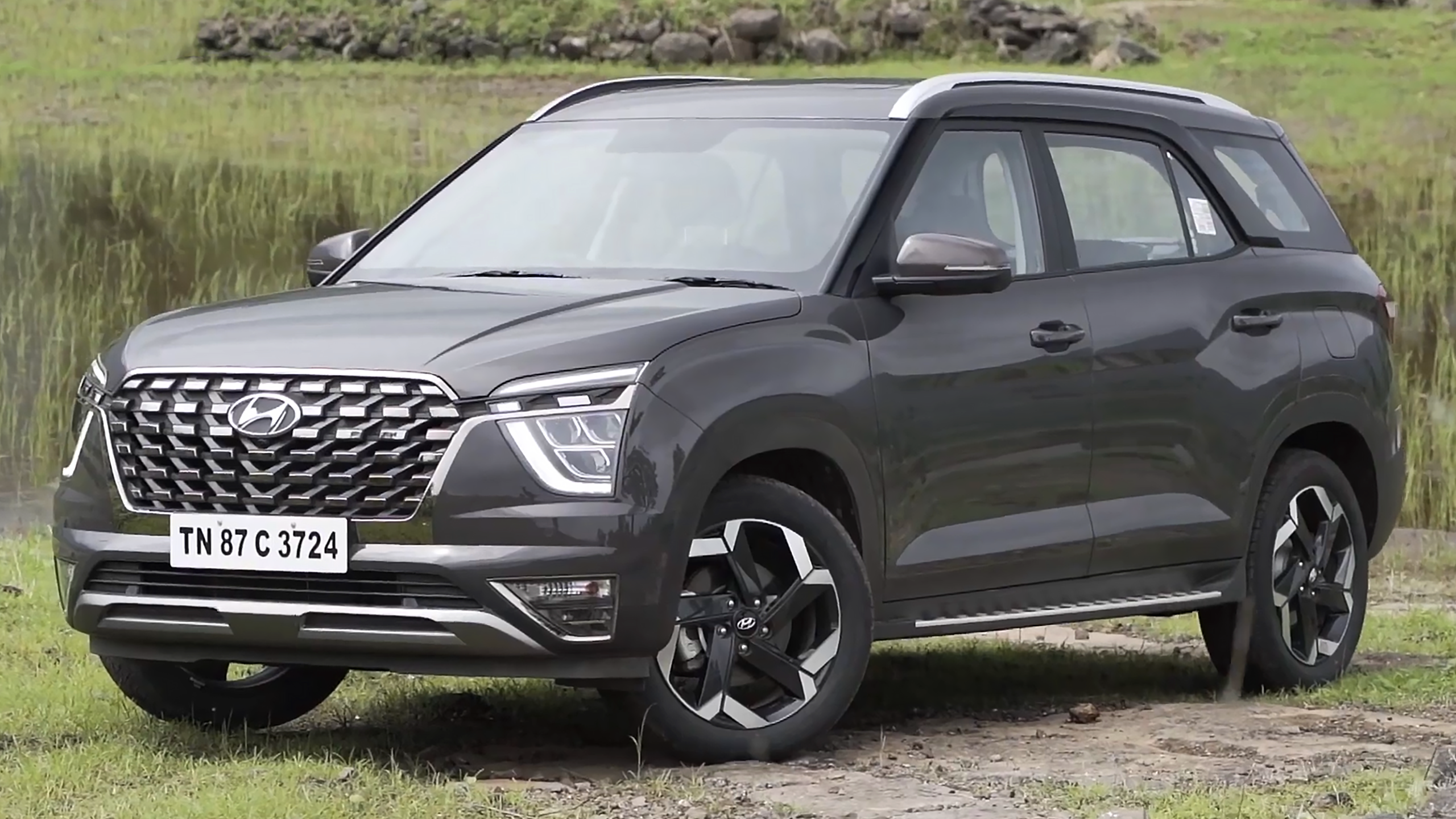
Hyundai Alcazar, удлинённая версия производимая в Индии

Дизайн модели основан на новой концепции Fluidic Sculpture 2.0. Также эту концепцию использовали и для других автомобилей Hyundai, например Santa Fe и Tucson.

## Продажи
ix25 оказался очень популярным среди клиентов. По состоянию на 30 ноября 2015 года зарегистрировано более 70000 заказов в Индии и 15770 во всем мире.

## Технические характеристики
В линейке двигателей представлены бензиновые и дизельные агрегаты с передним приводом. Модификация с полным приводом идёт с 1,6 и 2-литровыми моторами.
| топливо | объём | мощность | КПП                           |
| ------- | ----- | -------- | ----------------------------- |
| бензин  | 1,6 л | 124 л.с. | механическая / автоматическая |
| бензин  | 2,0 л | 150 л.с. | автоматическая                |
| дизель  | 1,4 л | 90 л.с.  | механическая                  |
| дизель  | 1,6 л | 128 л.с. | механическая / автоматическая |

| ARCAP                                         |            |  |  |
|                                               |            |  |  |
|                                               | 15,7 из 16 |  |  |
| Протестированная модель: Hyundai Creta (2018) |            |  |  |

## Безопасность
Автомобиль имеет управление курсовой устойчивости (VSM), электронный контроль устойчивости (ESC), систему помощи при подъёме по склону (HAC), систему помощи при парковке и ABS. Конструкция кузова также добавляет безопасности. Система из 6 подушек безопасности обеспечивает всестороннюю защиту. Одна для водителя, одна для переднего пассажира, передние и задние шторки безопасности по всей длине салона, а также передние боковые подушки безопасности.
В 2018 году автомобиль прошёл краш-тест по российской методике ARCAP, набрав 15,7 баллов из 16.

## Solaris HC
Solaris HC является четвёртой моделью бренда Solaris, после Solaris HS, Solaris KRS и Solaris KRX. Его продажи начались весной 2024 года в комплектациях Classic, Family, Lifestyle и N-Line. Сама модель является полным аналогом Hyundai Creta.
В базовую комплектацию автомобиля были внедрены: две подушки безопасности, антиблокировочная система, электронная система контроля устойчивости, электропривод, обогрев зеркал заднего вида, кондиционер, электростеклоподъёмники, мультимедийная система с 8-дюймовым сенсорным экраном, аудиосистема с шестью динамиками, подогрев передних сидений, 16-дюймовые стальные колёсные диски и другие опции. В топовую же комплектацию были внедрены: шесть подушек безопасности, полностью светодиодная светотехника, 17-дюймовые легкосплавные колёсные диски, виртуальная комбинация приборов, мультимедийная система с 10,25-дюймовым тачскрином, кругообзорные камеры, панорамная крыша, однозонный «климат», подогрев задних сидений и другие опции.